# Dương Xuân
Dương Xuân (chữ Hán giản thể: 阳春市) là một thành phố cấp phó địa thuộc địa cấp thị Dương Giang, tỉnh Quảng Đông, Cộng hòa Nhân dân Trung Hoa. Thành phố Dương Xuân giáp đồng Bằng Châu Giang, Hồng Kông, Macao. Thành phố này có diện tích 4055 ki-lô-mét vuông, dân số năm 2001 là 1,05 triệu người gồm dân tộc Hán là chủ yếu, ngoài ra có người Dao, người Choang. Mã số bưu chính là 529611. Mã vùng điện thoại là 0662. Chính quyền thành phố đóng tại nhai đạo Xuân Thành. Về mặt hành chính, thành phố Dương Xuân được chia thành 18 trấn. Tổng cộng có 309 ủy ban thôn.